# Ana Maria da Saxônia
Ana Maria Maximiliana Estefânia Carolina Joana Luísa Xavier Nepomucena Aloísia Benedita da Saxônia (Dresden, 4 de janeiro de 1836 — Nápoles, 10 de fevereiro de 1859), foi uma Princesa da Saxônia e, por casamento, Grã-Princesa da Toscana e Arquiduquesa da Áustria.

## Biografia
Ana Maria era filha do rei João da Saxónia e de Amélia Augusta da Baviera. Seus avós paternos eram o príncipe Maximiliano, eleitor da Saxônia, e Carolina de Bourbon-Parma; enquanto que seus avós maternos eram o rei Maximiliano I José da Baviera e Carolina de Baden. Dois dos seus irmãos foram reis da Saxônia: Alberto I e Jorge I.
Casou-se em Dresden em 24 de novembro de 1856 com o príncipe Fernando de Austria-Toscana, herdeiro do trono da Toscana, filho de Leopoldo II e Maria Antonia de Bourbon-Duas Sicílias. Várias princesas da Saxônia já haviam casado com membros do ramo toscano dos Habsburgo-Lorena, como suas tias Maria Ana (primeira esposa de Leopoldo II) e Maria Fernanda (segunda esposa de Fernando III).
Ana Maria e Fernando tiveram uma filha, Maria Antonieta, nascida em Florença em 10 de janeiro de 1858. A princesa voltou a engravidar, mas ela abortou  uma menina durante uma viagem a Nápoles, provocado por complicações da febre tifóide. Poucos dias depois, em 10 de fevereiro de 1859, Ana Maria morreu, aos 22 anos de idade. Em 17 de março seu corpo foi solenemente sepultado na Basílica de São Lourenço, em Florença. Em Nápoles foi construído um cenotáfio em homenagem à princesa na cripta dos príncipes do Reino das Duas Sicílias, na Basílica de Santa Clara.
Pouco depois de sua morte os levantes revolucionários de Florença obrigaram Leopoldo II a se exilar na Áustria, onde abdicou em favor de seu filho. Fernando foi proclamado Grão-duque (como Fernando IV) em 21 de julho de 1859, mas não chegou a reinar. Casou-se novamente em 1868, com a princesa Alice de Bourbon-Parma, filha de Carlos III, Duque de Parma e Piacenza, com quem teve dez filhos.

## Títulos e estilos
- 4 de janeiro de 1836 - 24 de novembro de 1856: Sua Alteza Real, a Princesa Ana Maria da Saxônia
- 24 de novembro de 1856 - 10 de fevereiro de 1859: Sua Alteza Imperial e Real, a Grã-Princesa da Toscana, Arquiduquesa da Áustria, Princesa da Hungria, Croácia e Boêmia, Princesa da Saxônia